# Scathophaga hiemalis
Scathophaga hiemalis är en tvåvingeart som först beskrevs av James 1950.  Scathophaga hiemalis ingår i släktet Scathophaga och familjen kolvflugor.
Artens utbredningsområde är Colorado. Inga underarter finns listade i Catalogue of Life.